# 함안 나들목
함안 나들목(Haman IC)은 경상남도 함안군 가야읍 묘사리에 설치된 남해고속도로의 29번 교차로(나들목)이다. 나들목 진출입로는 가야읍 산서리와 접하고 있다. 2011년 3월 2일 산인~진주간 확장으로 인해 나들목이 이설되었고, 나들목 형태도 트럼펫형에서 변형된 Y자형으로 변경되었으며, 이설된 나들목 요금소는 한옥형으로 되어 있다. 가야읍내로 진출할 수 있으며, 인근에 함안공설운동장이 위치해 있다.

## 연혁
- 1973년 11월 14일 :  남해고속도로 순천 ~ 부산 구간 개통과 함께 통행 개시[1]
- 1999년 3월 5일 : 2001년 12월까지 나들목 요금소 설치를 위해 경상남도 함안군 가야읍 도항리 300m 구간 도로구역 변경[2]
- 2006년 12월 4일 : 나들목 개량을 위해 함안군 도시계획시설 교통광장에 함안군 가야읍 묘사리 일원을 함안 나들목으로 고시[3]

## 구조물 정보
- 위치: 경상남도 함안군 가야읍 묘사리
- 영업소: 경상남도 함안군 가야읍 함안대로 703-55

## 접속하는 도로
- 함안대로 (국가지원지방도 제67호선, 지방도 제1011호선)

## 교통량 정보
| 요금소        | 통행량 (대/일) | 통행량 (대/일) | 통행량 (대/일) | 통행량 (대/일) | 통행량 (대/일) | 통행량 (대/일) | 통행량 (대/일) | 통행량 (대/일) | 통행량 (대/일) | 통행량 (대/일) | 각주  |
| 요금소        | 2001년         | 2002년         | 2003년         | 2004년         | 2005년         | 2006년         | 2007년         | 2008년         | 2009년         | 2010년         | 각주  |
| ------------- | -------------- | -------------- | -------------- | -------------- | -------------- | -------------- | -------------- | -------------- | -------------- | -------------- | ----- |
| 함안 (폐쇄식) | 5,728          | 7,262          | 7,239          | 7,043          | 6,509          | 6,079          | 6,023          | 5,714          | 5,770          | 5,890          | [ 4 ] |
| 요금소        | 2011년         | 2012년         | 2013년         | 2014년         | 2015년         | 2016년         | 2017년         | 2018년         | 2019년         |                | [ 4 ] |
| 함안 (폐쇄식) | 4,959          | 5,153          | 5,250          | 5,269          | 5,426          | 5,336          | 5,514          | 5,610          | 5,776          |                | [ 4 ] |